# Ca n'Esteve de la Riera
Ca n'Esteve de la Riera és una obra del municipi de Sant Llorenç d'Hortons (Alt Penedès) inclosa en l'Inventari del Patrimoni Arquitectònic de Catalunya.

## Descripció
És una casa gran, a quatre vessants, rectangular, de planta, pis i golfes-pis. Distribució tradicional: compta amb una gran entrada distribuïdora del menjador, cuina, despatx, dos cellers de volta, i escala que condueix al primer pis amb l'acostumada sala distribuïdora de les habitacions-alcova. Tot aquest conjunt farcit amb mobiliari antic, gravats, porcel·lanes i retrats de família i dues talles barroques. Al darrer pis-golfes existeix un billar antic, damunt terra empostissat. Al jardí de la casa existeix un pavelló obrat molt possiblement l'any 1862 que hi ha a una reixa, de planta i un pis amb 15 arcades i sostre a dues vessants. Tot el conjunt fou restaurat a primeries dels anys 40, modificant alguns sectors de la casa. Enganxades a la qual hi ha dues masoveries de casal amb galeries porticades a la part posterior, i un gran edifici-celler a dues vessants, actualment utilitzat en part, del qual sortia el vi de marca "Can Esteve de la Riera".

## Història
Al despatx hi ha un quadre amb l'arbre genealògic de la família el qual comença el 1628, esmentant noms anteriors sense data. A l'entrada existeix un quadre amb el plànol de la finca fet el 21 de juliol del 1882 per Ramon Quera i Torras, mestre d'obres i agrimensor, el qual possiblement fou l'autor de les obres de la casa i de les masies veïnes de Can Raimondet i Can Carafí, on es repeteixen les galeries porticades. Hi existeixen també uns goigs dedicats al Roser "que des de l'antigor es venera a Can Esteva de la Riera de la Parròquia de Sant Llorenç d'Hortons". Imatge que possiblement desaparegué el 1936. L'any 1513 el mas el posseïa Benet Xipió, però a mitjan segle pertanyia als Esteve. No se sap si fou per herència.